# Enzo Amore
Eric Arndt (8 decembrie 1986) este un wrestler profesionist american. Care a lucrat pentru compania de wrestling profesionist WWE sub numele de Enzo Amore.
În 23 ianuarie 2018 a fost concediat din cauza unui scandal în care se presupune că ar fi violat o femeie împreună cu alți doi bărbați.

## În Wrestling
- Manevre de final
  - Air Enzo (Diving splash)
  - DDG (Diving DDT)
  - JawdonZo[2] (Inverted stomp facebreaker)

- Cu Colin Cassady
  - Manevre de final în echipă
    - Bada Boom Shakalaka (Lansator De Rachete)

## Campionate și realizări
- Pro Wrestling Illustrated
  - PWI clasat pe poziția 226 din top 500 ca luptător individual de PWI 500 în 2015.
- WWE
  - WWE Cruiserweight Championship (2 ori, prezent)[3]

- WWE NXT
  - NXT Year-End Award (1 dată) 
    - Tag Team of the Year (2015) cu Colin Cassady[4]